# 美國宇航局太空飛行獎章
美國宇航局太空飛行獎章（英語：NASA Space Flight Medal）是美國國家航空暨太空總署頒發的一種獎章，獎勵給“在太空飛行任務中作出顯著成就或貢獻的平民、軍事宇航員，飛行員，飛行任務專家或者有效載荷專家”。實際上，任何參加美國主導的太空任務，無論美國和外國公民，均可以獲得該獎章。對於已經授予過的宇航員，每一次後續執行任務，都可以再獲得該獎章。

## 外部連結
- NASA榮譽 （页面存档备份，存于）